# Hassi Messaoud (campo petrolifero)
Hassi Messaoud Oil Field è un giacimento petrolifero situato nella provincia di Ouargla. Fu scoperto nel 1956 da SN REPAL e sviluppato da Sonatrach. 
Il giacimento petrolifero è gestito e di proprietà di Sonatrach. Le riserve totali comprovate del giacimento petrolifero Hassi Messaoud sono circa 6,4 miliardi di barili (870 × 10 6 tonnellate) e la produzione è centrata su 350 000 barili al giorno (56 000 m³/d).